# Luchthaven Vadsø
Luchthaven Vadsø (IATA: VDS, ICAO: ENVD) is een vliegveld bij Vadsø in  Finnmark in het noorden van  Noorwegen. 
Vadsø kreeg in 1938 een eerste luchtverbinding. Dat was toen nog met watervliegtuigen. In 1964 werden de eerste plannen gemaakt voor een vliegveld, maar het zou tot 1972 duren voordat het vliegveld werd geopend. In die periode werden in het noorden van Noorwegen meerdere vliegvelden aangelegd, alle met een relatief korte landingsbaan die bedoeld waren voor kleine vliegtuigjes.  
Vadsø wordt bediend door Widerøe die dagelijkse vluchten verzorgt naar Alta, Berlevåg, Båtsfjord, Hammerfest, Kirkenes, Mehamn, Tromsø en Vardø.